# Barthel Dewandre

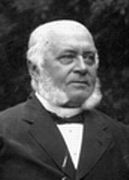
Barthel Dewandre

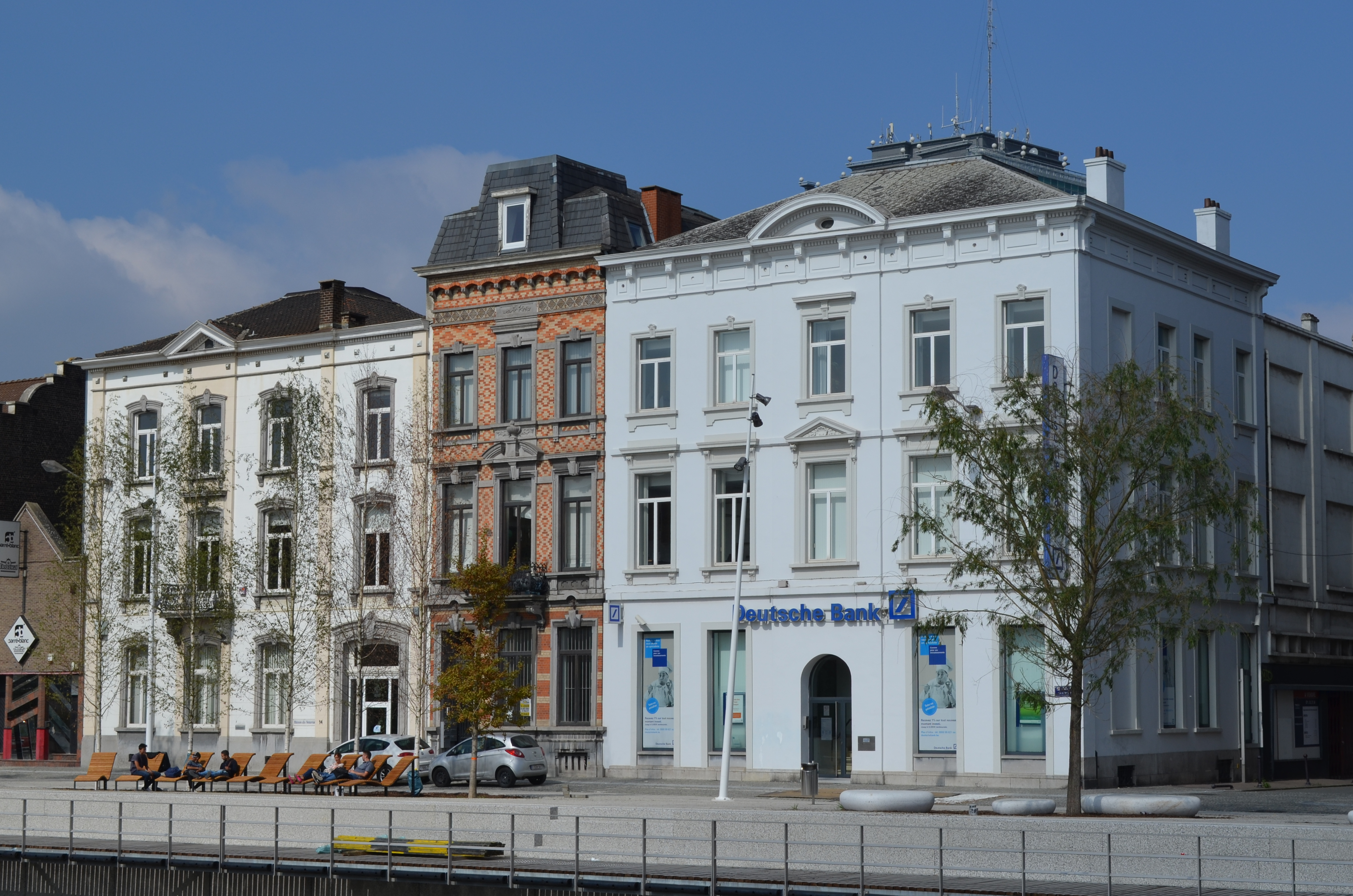
Huizen gelegen Quai de Brabant (Brabantkaai) in Charleroi. De huizen in het midden en rechts werden gebouwd voor Barthel Dewandre. Het rechtse in 1861, het andere in 1879.

Pierre Marie Barthel François Jules Dewandre (Luik, 15 augustus 1822 - Charleroi, 18 april 1893) was een Belgisch volksvertegenwoordiger en senator.

## Familie
Barthel Dewandre was een telg uit de familie Dewandre. Hij was een zoon van Barthélemy-François Dewandre (1791-1871), advocaat-generaal bij en raadsheer in het Hof van Cassatie, en van diens echtgenote Marie Plumier. Hij was een kleinzoon van de beeldhouwer François-Joseph Dewandre en een neef van Henri Dewandre, advocaat en lid van het Nationaal Congres.
Hij trouwde achtereenvolgens met Louise de Haussy en met haar zus Jenny de Haussy. Hij was de schoonzoon van senator François-Philippe de Haussy en de schoonbroer van senator Edouard de Haussy. Zij hadden als zonen Franz (1851-1925), advocaat en schepen in Charleroi, Georges (1853-1932), ondernemer en Edmond Dewandre (1855-1925), advocaat en volksvertegenwoordiger.

## Carrière
Hij promoveerde tot doctor in de rechten (1845) aan de ULB en werd advocaat in Charleroi, wat hij bleef tot aan zijn dood. Hij werd stafhouder in 1866 en 1874. In 1850 werd hij verkozen tot provincieraadslid voor Henegouwen en bleef dit tot in 1864.
In 1864 werd hij liberaal volksvertegenwoordiger voor het arrondissement Charleroi en oefende dit mandaat uit tot in 1870. In 1874 werd hij verkozen tot senator voor hetzelfde arrondissement en dit mandaat vervulde hij tot 14 juli 1892, enkele maanden voor zijn dood.

## Mandaten
Dewandre vervulde enkele belangrijke mandaten:
- bestuurder van de Compagnie du Chemin de Fer de Braine-le-Comte à Gand,
- lid van de Algemene raad van de Algemene Spaar- en Lijfrentekas,
- voorzitter van de Charbonnages de Piéton,
- bestuurder van de Compagnie des Lits militaires,
- censor en voorzitter van het college van censoren van de Nationale Bank van België,
- bestuurder van de Laminoirs, Hauts Fourneaux, Forges, Fonderies et Usines de la Providence, Marchienne-au-Pont